# Řád dobřínských rytířů
Řád dobřínských rytířů (latinsky Fratres Milites Christi, polsky Zakon Dobrzyński, německy Orden von Dobrin, dle místopisu též Fratres Militie Christi de Prussia atp. contra Prutenos), jinak také zvaní jako „Bratři Dobřínští“ byl vojenským rytířským řádem založeným ve 13. století na hranici Mazovska a Pruska jako obrana proti nájezdům pohanských Prusů. Jedná se o jediný rytířský řád založený na území dnešního Polska.

## Historie řádu

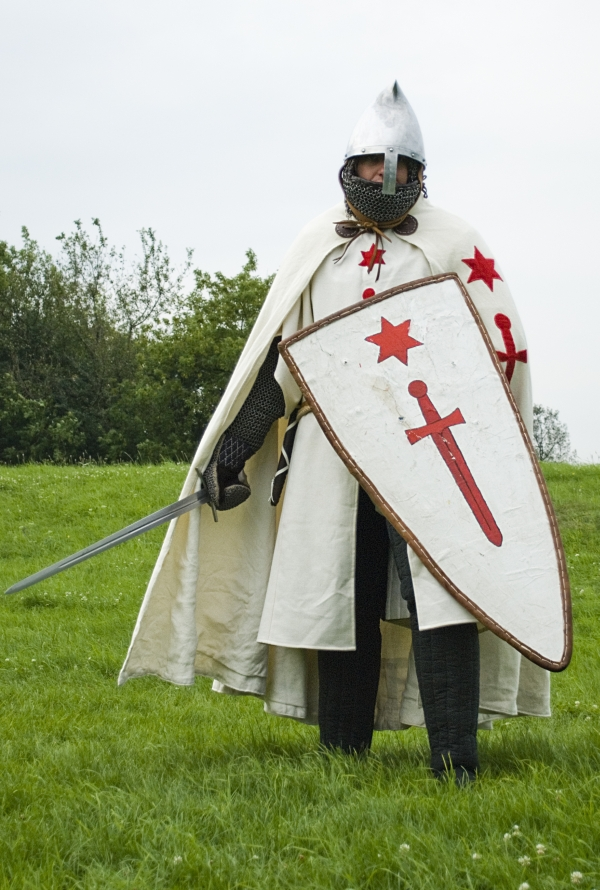
Historická rekonstrukce řádového rytíře

Řád byl založen prvním pruským biskupem Kristiánem z Olivy (1216–1228) a byl potvrzen roku 1228 papežem Řehořem IX. (1227–1241). Kníže Konrád I. Mazovský věnoval řádu město Dobřín s okolním územím.

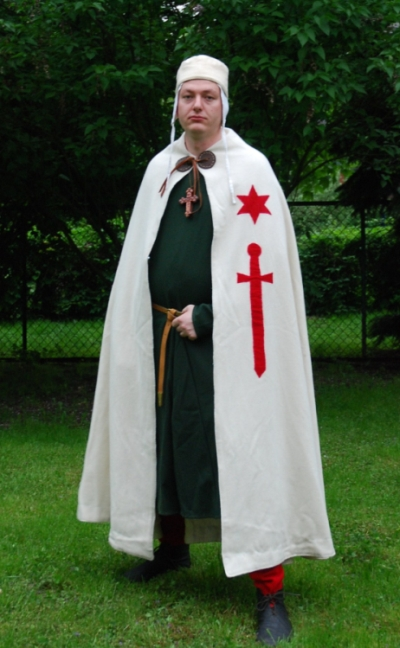
Historická rekonstrukce běžného oděvu rytíře

Na počátku měl řád 15 rytířů, pocházejících z Dolního Saska a Meklenburska, které vedl Mistr Bruno. Tito rytíři poskytovali ozbrojenou pomoc cisterciáckým misionářům v oblasti Pruska. Jejich idea je vyjádřena v jejich bílém oděvu, na kterém nosili vztyčený červený meč pod červenou šesticípou hvězdou, která symbolizovala hlásání evangelia pohanům. Řádová pravidla byla založena na pravidlech templářů a mečových bratří.
Řád měl nejvíce 35 rytířů (a 165 vojáků), ale z ohledu na tak malý počet členů jeho úspěšnost nebyla vysoká. Kolem roku 1235 většina rytířů se souhlasem papeže přestoupila do Řádu německých rytířů, ovšem přeběhlíci se k německým rytířům připojili nelegálně také s územím Dobřínska. Dobřínsko se vedle Chelminské země stalo dalším sporným územím mezi německými rytíři a Polskem. Kolem roku 1237 byl zbytek dobřínských rytířů přemístěn do mazovského Drohiczyna. Řád tam ovšem nepůsobil dlouho. Už v roce 1238 řádoví rytíři a lokální mazovské síly utržily porážku od vojsk volyňského knížete Daniela Halického. V roce 1241 pak Drohiczyn byl vypálen mongolskými oddíly Batu-chána. Poslední stopou po dobřínském řádu je náhrobní kámen řádového rytíře Henryka z Żygocina pocházející z roku 1248 a nalezající se na drohiczynském hřbitově. V každém případě od roku 1251 působnost řádu v Drohiczyně vylučuje dobytí města volyňským knížetem Danielem Halickým. Podle církevního práva, které určuje, že řád přestává existovat 100 let po smrti posledního člena, řád dobřínských rytířů byl zrušen kolem poloviny 14. století.